# Buick Reatta

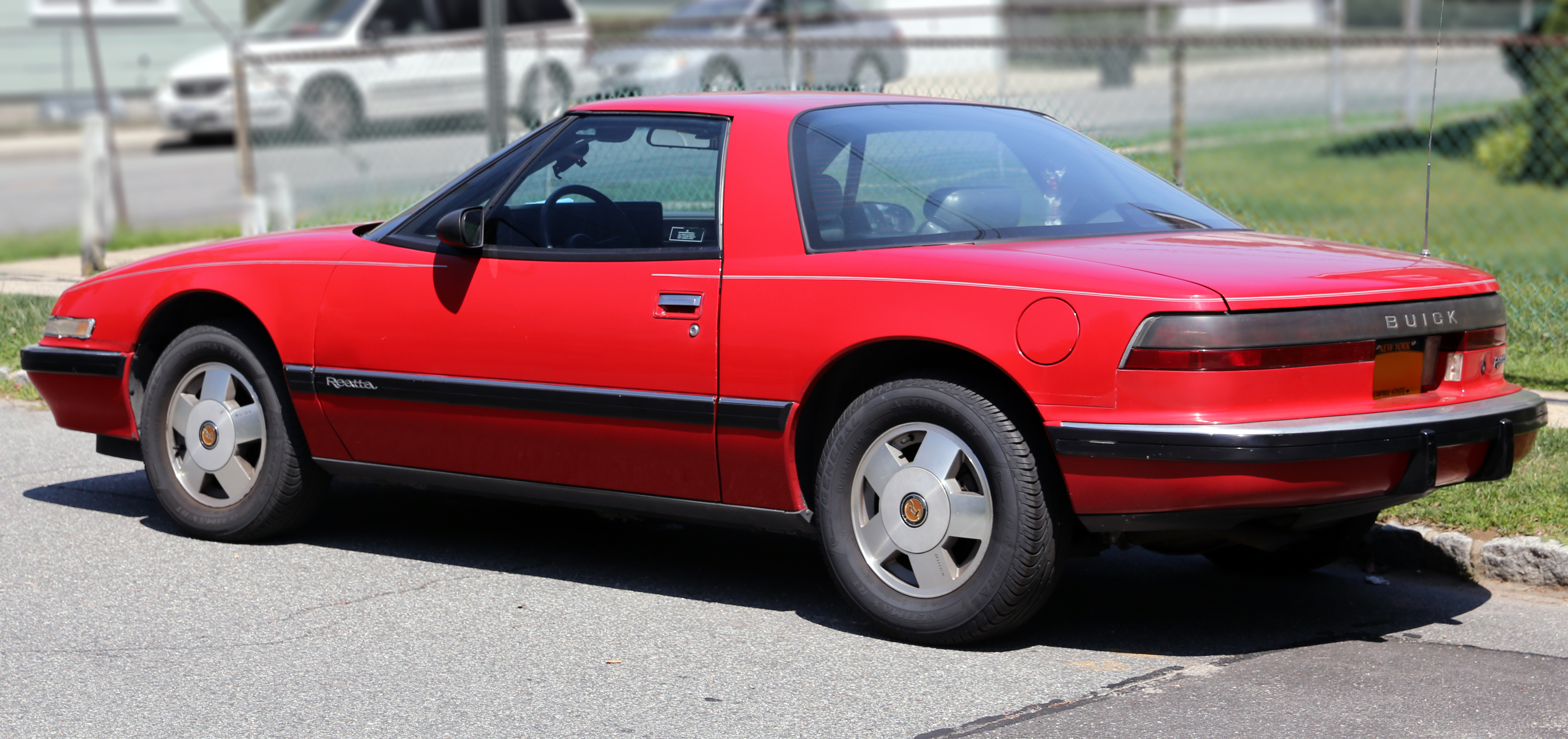
Heckansicht

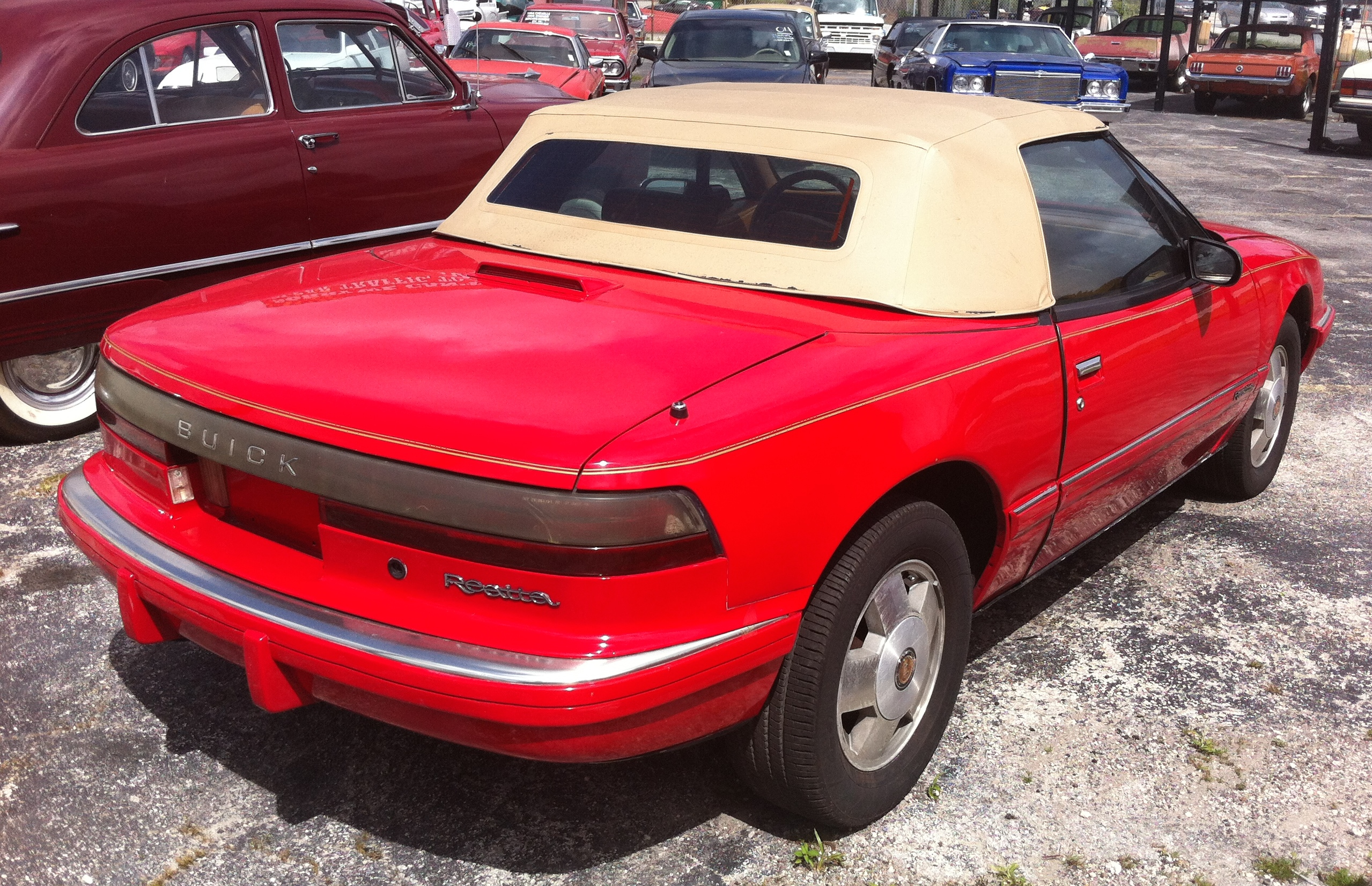
Buick Reatta Convertible (1990)

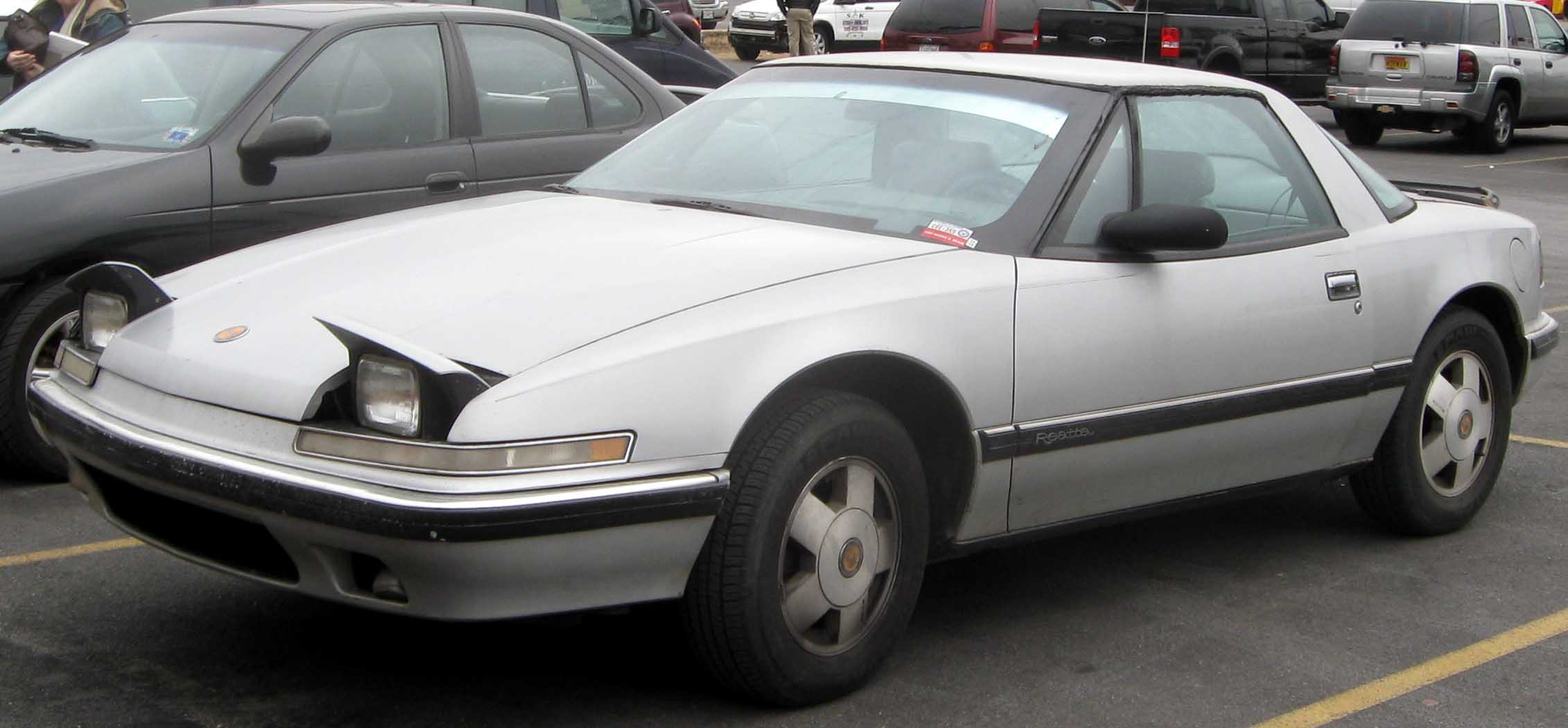
Das Fahrzeug hat Klappscheinwerfer

Der Buick Reatta ist ein Automobil von Buick, das von Anfang 1988 und bis Sommer 1991 als Coupé und Cabriolet gebaut wurde. Der Name ist von einem indianischen Wort für Lasso abgeleitet.

## Geschichte
Die großen Buick-Cabriolets der 1940er- und 1950er-Jahre begründeten mit ihrem Haifischgrill und den technischen Raffinessen, wie dem Dynaflow-System, den Ruf der Marke Buick als sportive Premium-Marke von General Motors. In den 1960er- und 1970er-Jahren war das sportlich bis luxuriös ausgerichtete Modell Buick Riviera am Markt erfolgreich. Bei ihm entlehnten die Designer ihren Entwurf erstmals nicht mehr der maritimen Fauna, sondern übernahmen Elemente des Bootsbaus, was dem damaligen Riviera im Volksmund schnell den Spitznamen Boattail (Bootsheck) einbrachte. Die Stagnation der Verkaufszahlen war mit dem Riviera allein jedoch nicht aufzuhalten. Die Buick-Modelle fristeten zunehmend ein Nischendasein in der  Produktpalette von General Motors und versanken immer mehr in technischer und optischer Tristesse.
Mitte der 1980er-Jahre besann man sich dann bei Buick seiner erfolgreichen Vergangenheit und fertigte erste Entwürfe eines reinen Zweisitzers, der als Cabriolet und Coupé produziert der Konkurrenz von Ford (Mustang) und Chrysler (TC by Maserati) zahlungskräftige, junge Kunden abspenstig machen sollte. An der Entwicklung des neuen Zweisitzers waren auch europäische Spezialbetriebe beteiligt. Abbey Panels in Großbritannien etwa wirkte an der Konstruktion der Karosserie mit und baute die Prototypen.
Im Januar 1988 wurden dann die ersten Reatta-Coupés an die Händler ausgeliefert. Doch auch der Reatta verkaufte sich nicht gut, obwohl das Coupé mit anfangs 25.000 Dollar deutlich weniger als eine  einfache Corvette und um mehr als die Hälfte weniger als der Cadillac Allanté kostete. Gründe waren der allgemein rückläufige Markt und die Tatsache, dass der Reatta vom Image her nicht in die eher konservative Buick-Modellpalette passte; auch das elektronische Armaturenbrett war nicht jedermanns Geschmack. Dort bündelte ungewöhnlicherweise bereits ein Touchscreen in der Mitte alle wichtigen Funktionen (Lüftung, Temperatur, Anzeige des Drehzahlmessers usw.). Dieses Gimmick war für die damalige Zeit jedoch sehr ungewöhnlich und umständlich zu bedienen.
Im Frühjahr 1990 schob Buick eine Cabriolet-Variante mit manuell zu bedienendem Dach nach (ab 34.995 Dollar), was den Reatta aber nicht retten konnte. Bis Mitte 1991 entstanden insgesamt 19.314 Coupés und 2.437 Cabriolets.

## Technik
Das Fahrzeug baute auf der gekürzten E-Plattform auf (E-Body). 
Der Motor entstammte der Großserie von General Motors. Es war ein V6-Motor mit etwa 3800 cm³ Hubraum, zwei Ventilen pro Zylinder und elektronischer Benzineinspritzung. Der Motor war vorn quer eingebaut. Er leistete maximal 123 kW bei 5500−1 und hatte ein maximales Drehmoment von 330 Nm.
Ein Viergang-Automatikgetriebe mit Overdrive war unmittelbar mit dem Motor verflanscht. Die Leistung wurde über eine Gelenkwelle an die Vorderräder übertragen.
Sämtliche Räder besaßen eine unabhängige Radaufhängung: vorne MacPherson-Federbeine, hinten Querlenker mit querliegender Kunststoff-Blattfeder, ähnlich dem Cadillac Allanté oder der Chevrolet Corvette.
Vier Scheibenbremsen sorgen für die Verzögerung. An der Hinterachse sitzt der Bremssattel auf der linken Seite vorne und auf der rechten Seite hinten an der Bremsscheibe.
Als Höchstgeschwindigkeit waren 183 km/h angegeben. Die Beschleunigung von 0 auf 100 km/h sollte in etwa 10 Sekunden erfolgen können.
Der Verbrauch betrug zwischen 8 und 14 Liter Normalbenzin/100 km.
Eine amerikanische Internetseite gibt 183,5 Zoll Länge und 73 Zoll Breite an. Umgerechnet sind das 466 cm und 185 cm.